# S 6 (fartyg)
S 6 (tidigare Minonosets 212) (Миноносец = minbärare) var en ryskbyggd torpedbåt som övertogs av finländarna efter frihetskriget. Fartyget gavs tillbaka till Sovjetunionen i enlighet med fredsfördraget i Dorpat (nuvarande Tartu) år 1920. Fartyget fungerade som minsvepare under det första världskriget.
Fartyget tillhörde inte samma klass som de övriga S-båtarna i den finländska flottan utan var av en mindre typ, vars klass ursprungligen omfattades av båtarna 212 och 213. 

## Systerfartyg i den finländska flottan

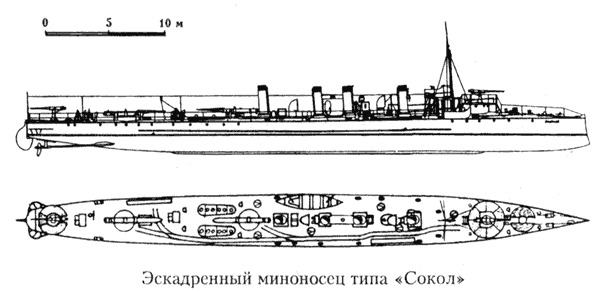
Sokol -klass torpedbåt.

| Namn | Tjänstgöring i den finländska marinen |
| --- | ------------------------------------- |
| torpedbåten S 1 | 1918—1930                             |
| torpedbåten S 2 | 1918—1925 (†)                         |
| torpedbåten S 3 | 1918—1922 (*)                         |
| torpedbåten S 4 | 1918—1922 (*)                         |
| torpedbåten S 5 | 1918—1944                             |
| torpedbåten S 6 | 1918—1922 (*)                         |
| † förliste den 4 oktober 1925 * gavs tillbaka till Sovjetunionen 1922 i enlighet med fredsfördraget i Dorpat 1920. |                                       |